# 河野義光
河野 義光（こうの よしみつ、1946年10月17日 - ）は、愛媛県出身の日本の柔道家。階級は軽中量級(70kg級)。

## 経歴
今治南高校2年の時にインターハイ軽量級で優勝すると、3年の時には中量級で優勝を飾った。
1965年に日本大学へ進むと、1966年の全日本学生柔道優勝大会では2位となった。
1967年に東京で開催されたユニバーシアードには団体戦に出場してチームの優勝に貢献した。
1968年のソ連及びハンガリー遠征の際には活躍して、ハンガリー大会での個人戦中量級で優勝を果たした。
全日本学生柔道選手権大会軽中量級では中央大学の津沢寿志に優勢負けして2位だった。
1969年の世界選手権には軽中量級に出場して決勝まで進むが、金沢工業大学教員の湊谷弘に掬投で敗れて2位にとどまった。
引退後は今治市議会議員となった。
現在は愛媛県漁業協同組合連合会の代表理事会長に就任している。

## 主な戦績
- 1963年 -　インターハイ　軽量級　優勝
- 1964年 -　インターハイ　中量級　優勝
- 1966年 -　全日本学生柔道優勝大会　2位
- 1967年 -　ユニバーシアード 団体戦　優勝
- 1968年 -　全日本学生柔道選手権大会 軽中量級　2位
- 1969年 -　世界選手権　軽中量級　2位